# Halima bint Abi Dhu'ayb
Ḥalīma bint Abī Dhuʿayb (in arabo ﺣﻠﻴﻤـة ﺑﻨﺖ ﺍﺑﻲ ﺫﻋﻴﺐ‎?, Ḥalīma bt. Abī Dhuʿayb); ... – dopo il 629) della tribù nomade dei Banū Saʿd ibn Bakr (dei Banū Hawāzin), è stata la nutrice del profeta dell'Islam Maometto.

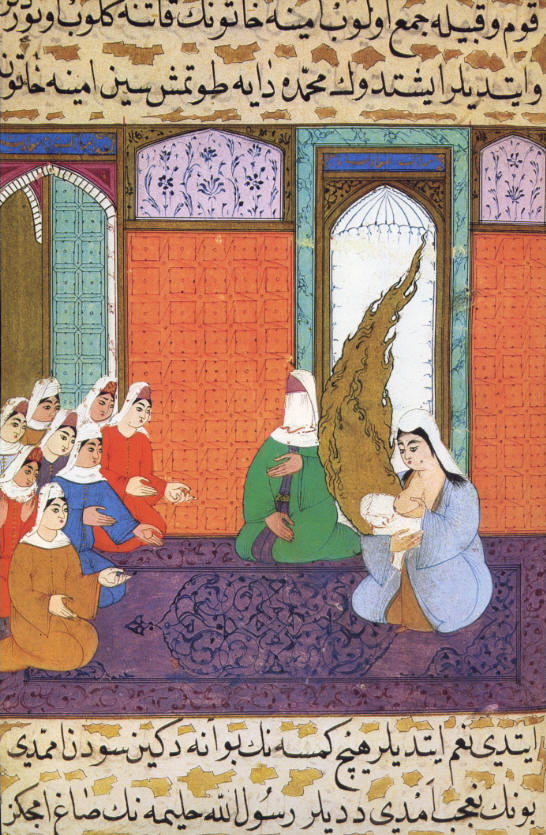
Ḥalīma bint Abī Dhuʿayb raffigurata nel Siyer-i Nebi (1388)

Rimasta precocemente vedova, la madre di Maometto, Āmina bt. Wahb, affidò infatti per due anni (il periodo medio all'epoca dell'allattamento) il proprio figlioletto a Ḥalīma, che apparteneva a un piccolo gruppo dedito a piccolo nomadismo nelle zone che gravitavano intorno alla città-oasi higiazena di Yathrib, in cui Āmina aveva parenti materni.
Al termine dell'allattamento però, Ḥalīma convinse Āmina dell'opportunità di prolungare per un altro biennio il soggiorno presso di lei e la sua famiglia e la madre del Profeta accettò.
Il dare a balia un figlio a gruppi beduini rientrava nelle tradizioni delle popolazioni urbane dell'età araba preislamica e, in particolare, di Yathrib, il cui clima malsano portava spesso all'insorgere di forti febbri.
Maometto – che ricorderà sempre con grande affetto Ḥalīma, chiamandola persino "mamma" quando ella si recava in visita da lui, ormai diventato adulto – provava sentimenti contrastanti a proposito dei beduini perché, se diffidava della loro sincera e solida fede islamica, ne apprezzava il modo sano e sobrio di vivere e l'eloquio. Dell'Ahl al-wabar (come venivano chiamati gli "abitanti della steppa desertica") si pensava che fossero in grado di usare la lingua araba in modo più facondo e raffinato rispetto agli abitanti delle città e Maometto stesso attribuiva la sua ottima capacità oratoria al prolungato soggiorno fra i nomadi del gruppo di Ḥalīma e della sua famiglia, alla quale pure egli era molto legato affettivamente, chiamando "fratelli" e "sorelle" i figli di lei, dal momento che la fratellanza di latte valeva – come varrà anche per l'Islam – come parentela di sangue.
Ḥalīma era sposata ad al-Ḥārith b. ʿAbd al-Uzzā b. Rifāʿa.